# フェリーむろと (3代)
フェリーむろとは、室戸汽船が運航していたフェリー。本項目では1987年に就航した3代目を取り扱う。

## 概要
先代のフェリーむろとの代船として、来島どっく大西工場で建造され、1987年に就航した。
1992年のドック入りの際に、船体に赤い鯨のイラストが描かれ、以後トレードマークとなり、「赤い鯨の船」として宣伝された。
1997年、明石海峡大橋の架橋により室戸汽船が航路休止を決定したため、第3セクターの高知シーラインに運航が引き継がれたが、利用者数の低迷、1999年の乗揚事故による赤字などにより、2001年12月に航路休止となった。
その後、海外売船され、韓国で就航している。

## 船内

### 船室
- 一等特別室[1]
  - 洋室 - 2名×4室
  - 和室 - 2名×2室
- 一等室[1]
  - 洋室 - 6名×20室
  - 和室 - 5名×4室
- 2等寝台 - 8名×16室、12名×4室[1]
- 2等室 - 455名[1]
- ドライバールーム - 21名×4室[1]

### 設備
5階（Aデッキ）
- 2等寝台
- 2等室（35名×5室、55・51・49名×1室）

4階（Bデッキ）
- 1等特別室
- 1等室
- 2等室（39名×5室、43名×4室、21名×2室、41・17・14名×1室）
- パブリックスペース「おらんく広場」[2][1]
  - 案内所
  - レストラン
  - スナック
  - カフェテリア
  - ゲームコーナー
  - 売店

3階（Cデッキ）
- 浴室

## 事故・インシデント

### くいーんふらわあ2との衝突
1991年8月8日、22時10分ごろ、甲浦港から東神戸フェリーターミナルへ向かっていた本船が、大阪港から神戸港中突堤へ向かっていた関西汽船のくいーんふらわあ2と、六甲アイランドの南東、神戸港第7防波堤東灯台の南方2.33海里の海上で衝突した。衝突により、むろとは右舷後部外板に破口と凹傷を生じ、付近のブルワークが破損した。くい－んふらわあ2は、左舷船首外板に亀裂と凹傷を生じ、付近のブルワークとハンドレールが破損、船首楼甲板が変形した。また、両船の乗客7名が負傷した。事故原因は、むろとがくいーんふらわあ2を回避しなかったこと、くいーんふらわあ2が警告を行わず衝突回避に協力しなかったこととされた。関西汽船では同時期、1990年4月にこばると丸が来島海峡で、1991年7月に六甲丸が神戸港で他船と衝突するなど、事故が相次いでいた。

### 桟橋への衝突
1999年5月24日、22時25分ごろ、大阪南港フェリーターミナルF-1バースへ着岸する際、強風に圧流され桟橋に衝突した。衝突により、むろとは左舷船首に破口を生じた。事故発生当時、寒冷前線の通過により平均風速12-13メートルの南西の風が吹いており、20メートル近い突風が予測される状況だったが、先に入港した他船が曳船を使用しなかったため、本船も曳船の支援を受けずに接岸しようとした。事故原因は、むろとの突風に対する圧流防止措置が不十分であったためとされた。

### 甲浦港での乗揚
1999年7月27日、台風5号の影響による強風下、甲浦港に入港しようとした本船は、強風により接岸を断念、港外に脱出しようとした際、突風により操船困難となり防波堤に接触後、浅瀬に乗り揚げた。乗揚により、本船は右舷船底外板に破口を生じ、右舷ビルジキール、両舷プロペラ、右舷プロペラシャフトおよび舵板等を曲損、機関室などに浸水した。乗客122名、乗組員25名は、本船の救命艇と海上保安庁のヘリコプターにより救助された。事故原因は、船長の天候判断の誤り、運航会社の不適切な運航管理体制とされた。